# Belhomert-Guéhouville
 Belhomert-Guéhouville  es una población y comuna francesa, en la región de  Centro, departamento de Eure y Loir, en el distrito de Nogent-le-Rotrou y cantón de La Loupe.

## Demografía
| 443 | 437 | 472 | 589 | 773 | 808 |
| Para los censos de 1962 a 1999 la población legal corresponde a la población sin duplicidades (Fuente: INSEE [Consultar]) |     |     |     |     |     |